# Ворсково
Ворсково — деревня в Сергиево-Посадском районе Московской области, в составе муниципального образования Сельское поселение Шеметовское (до 29 ноября 2006 года входил в состав Закубежского сельского округа). Официально зарегистрированное население отсутствует, деревня, фактически — крестьянско-фермерское хозяйство.

## Население
| 2002 | 2006 | 2010 |
| ---- | ---- | ---- |
| 0    | →0   | →0   |

## География
Ворсково расположено примерно в 45 км на север от Сергиева Посада, по левому берегу реки Дубны, на территории заказника «Журавлиная Родина», высота центра деревни над уровнем моря — 138 м.  